# Saskia Weishut-Snapper
Saskia Weishut-Snapper (Amsterdam, 5 augustus 1938) is een Nederlandse textielkunstenaar.

## Biografie
Weishut-Snapper groeide op in Bergen, provincie Noord-Holland. Haar ouders waren daar actief in kunstenaarskringen: moeder Mies Bloch was schilder en illustrator, vooral bekend om haar kruissteekpatronen, en haar vader Rein Snapper was schilder, illustrator en houtsnedendrukker.
Saskia Weishut-Snapper is getrouwd en heeft vijf zonen.

## Werk
Weishut-Snapper richtte zich in 1970 op textielkunst. Ze creëerde gemengde media-scènes, ergens tussen schilderen en quilten, en noemt haar werken 'peintisseries'. De onderwerpen van haar kunst zijn vaak textiellandschappen, fantasiegebouwen, abstracte composities en thema's gebaseerd op Joodse traditie. Ze exposeert meestal in Nederland. Ze toonde haar schilderijen ook in België, Duitsland, Griekenland, Japan, Portugal, Zweden, Zwitserland, het Verenigd Koninkrijk en de Verenigde Staten.
Werken van Weishut-Snapper zijn te bezichtigen in kunstgalerijen, musea, kerken en synagogen en zijn opgenomen in kunstboeken. Op haar tachtigste verjaardag was ze te zien op de Nederlandse televisie, in een korte documentaire in de serie 'Naches'.